# Abrain (Bad Tölz)
Abrain ist ein Weiler der Stadt Bad Tölz im oberbayerischen Landkreis Bad Tölz-Wolfratshausen. Der Ort liegt auf freier Flur, etwa fünf Kilometer nördlich von Bad Tölz.
Vor der Gemeindegebietsreform war Abrain ein Ortsteil der Gemeinde Kirchbichl und wurde nach deren Auflösung am 1. Mai 1978 nach Bad Tölz eingegliedert.

## Baudenkmäler
- Kapelle Unserer Lieben Frau, erbaut 1648